# Lónyay-kastély (Bodrogolaszi)
A romantikus stílusú Lónyay-kastély Borsod-Abaúj-Zemplén vármegyében, Bodrogolasziban található, 1860-ban épült. Jelenleg a Chemin Neuf közösség közösségi házaként működik.

## Története

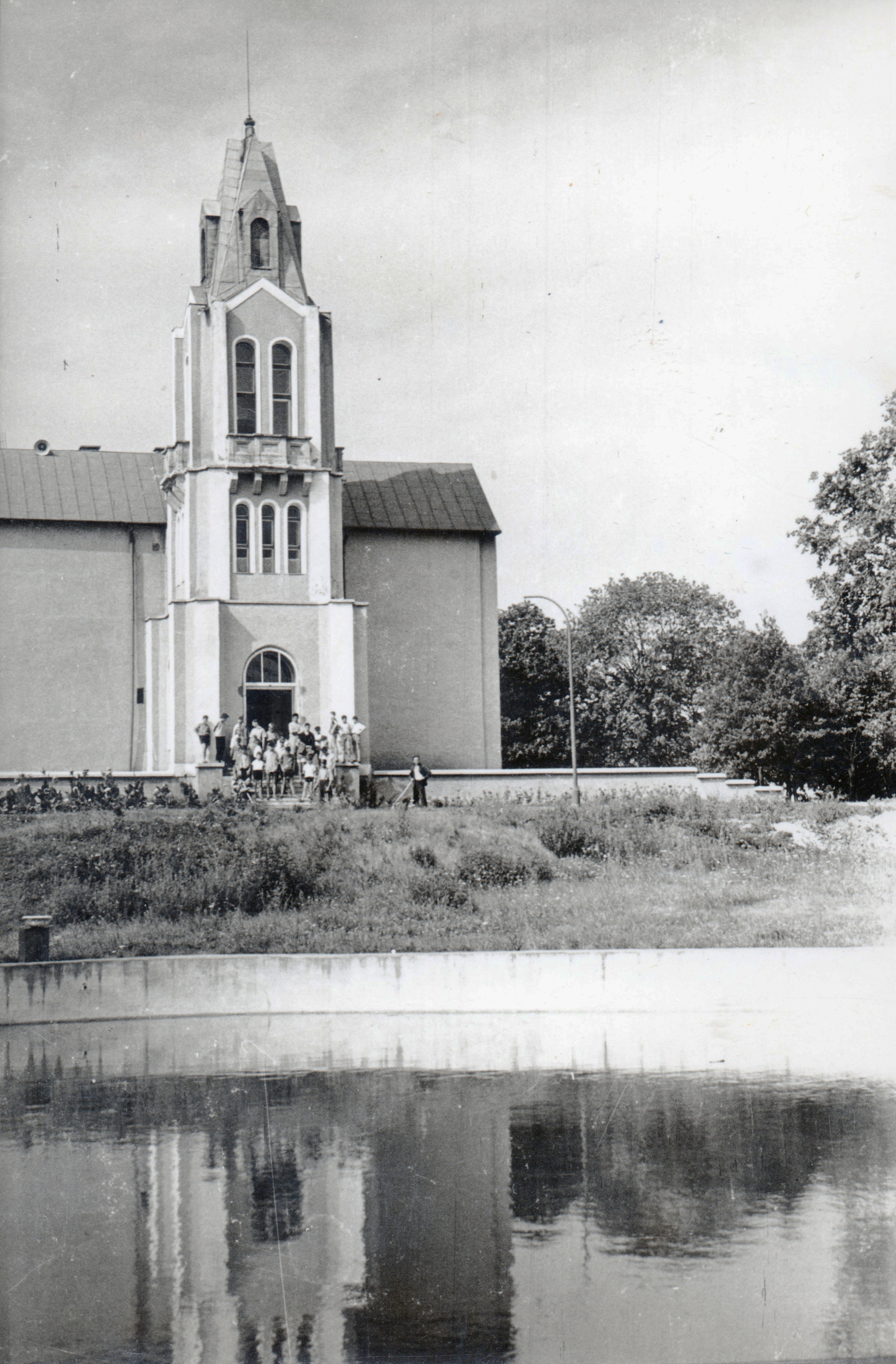
A kastély 1963-ban

A kastély az 1860-as években épült Lónyay Ödön megbízásából, Ybl Miklós tervei alapján, Klein Ödön vezetésével. Az építtető halála után fia, Lónyay Elemér örökölte meg, aki feleségével, Stefánia belga királyi hercegnővel együtt nyári lakként használta. A pár a második világháború alatt Pannonhalmára menekült, haláluk után minden vagyonát a szerzetesrendre hagyta. A kastélyt ettől függetlenül államosították, falai között a rendszerváltásig nevelőotthon működött, ekkor került vissza a bencések tulajdonába, állapota azonban tovább romlott. 2007-ben a rend 99 évre a Chemin Neuf közösségre bízta az épületet, felújítása közösségi munkában 2014 körül kezdődött. Jelenleg bejelentkezéssel látogatható, a közösség használja különféle célokra.

## Leírása
A kastélyt hatalmas park veszi körül, a Lónyay-birtokok egykor még nagyobb területre, a Bodrog túlpartjára is kiterjedtek (a kastély a folyótól pár száz méterre fekszik), a vasút nagyjából 200 méterre halad el az épülettől. A parkban a Chemin Neuf úgynevezett Házaspárok útját alakított ki. Az épületet egyik oldalán kétemeletes torony, a másikon a favázas svájci villaépítészetre emlékeztető oromzatos tető- és emeleti erkélymegoldások jellemzik. Műemléki besorolását az évtizedek során végzett átépítései miatt elveszítette.